# Baía das Gatas
Baía das Gatas es una localidad caboverdiana del municipio de São Vicente.

## Geografía
La localidad está situada en la isla de São Vicente. también es una bahía natural. Se encuentra a 10 km al este de la ciudad de Mindelo, capital de la isla. Baia das Gatas, hasta hace unos años, estaba conectada exclusivamente a través de una carretera, que pasa a través de las montañas, con Mindelo hacia el oeste. Pero ahora hay una carretera que bordea la costa y llega hasta Calhau. Gran parte de la zona incluye praderas y terrenos rocosos o deforestados; unas cuantas plantaciones de acacias están alrededor de la zona. Al este de Bahía de las Gatas se encuentra la playa llamada "Praia Grande".

## Organización territorial
La localidad abarca el lugar de:
- Baía das Gatas

## Festival musical
Desde el año 1984, durante el mes de agosto se celebra uno de los festivales más importante del país e incluso con repercusión a nivel internacional.